# Wals-Siezenheim
Wals-Siezenheim je obec v Rakousku v spolkové zemi Salcbursko v okrese Salcburk-okolí.
Žije zde 14 374 obyvatel (k 1. lednu 2024). Rozloha 26,63 je km² (2 663 ha).

## Externí odkazy

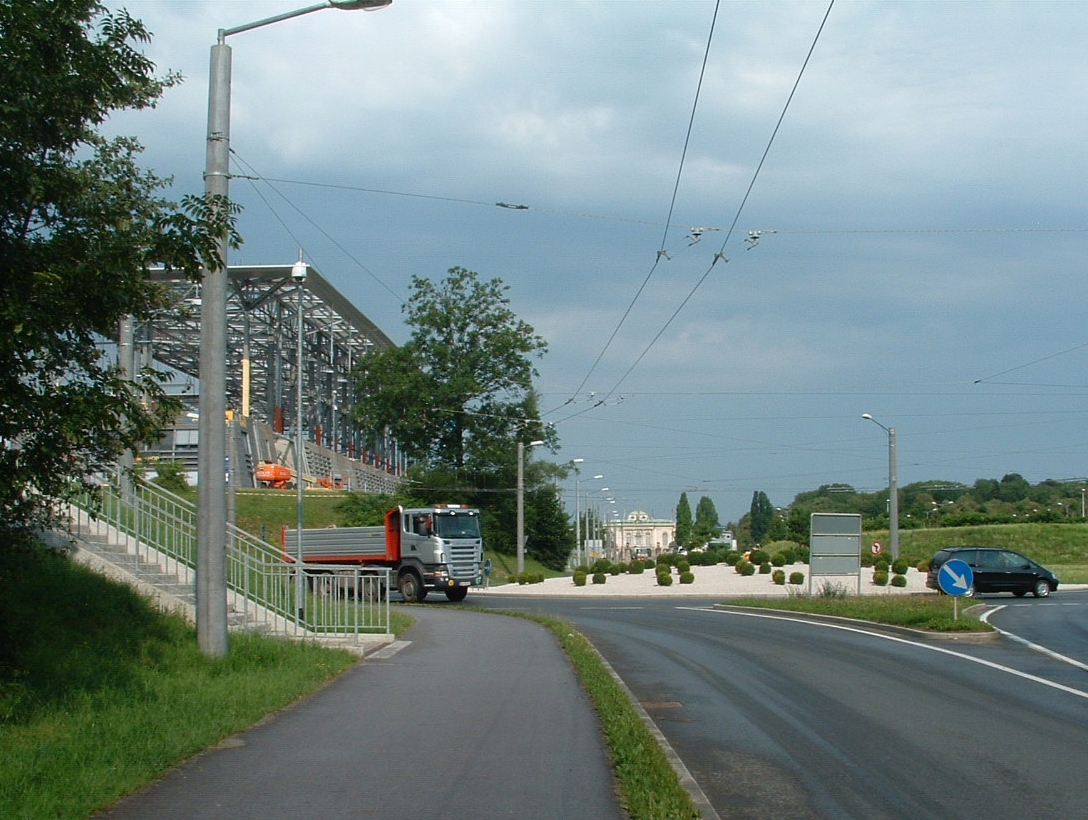
Wals-Siezenheim